# Montmirail, Sarthe

Montmirail este o comună în departamentul Sarthe, Franța. În 2009 avea o populație de 407 de locuitori.